# Дослов'янська Хорватія
Територія Хорватії була населена з доісторичних часів. Знаряддя з нижнього шару Шандаля I стоянки Шандаля (серб. Шандаља) датуються віком бл. 800 тис. років. Шандаля II має радіовуглецеве датування бл. 12320 років.
У середньому палеоліті (45-38 тис. років тому) тут мешкали неандертальці (у печері Віндія, в околицях Крапини). Неандертальці з Крапини були  канібалами та хворіли на рак.
Перші ознаки появи культури людини сучасного вигляду на стоянці Шандаля-2 з'явилися через 5-6 тисячоліть після кампанського вулканічного супервиверження, що сталося 39 тис. років тому і тривало сотні років в районі Флегрейських полів на Апеннінах.
Палеолітична Венера з печери Влакно на острові Дугі-Оток датується віком 15 тис. років.
На узбережжі і островах Адріатики широкого поширення набули неолітичні пам'ятники імпресо (7700 років тому). У поселеннях данильської культури Покровнику і Данило Бітині на середземноморському узбережжі Далмації знайдено керамічні вироби-ритони, які 7200 років використовувалися для зберігання ферментованих молочних продуктів, мабуть, м'якого сиру. За результатами генетичних досліджень тодішні жителі Далмації страждали на непереносимості лактози. Данільську культуру змінила хварська культура. Культури раннього неоліту виявлено на Хварй й інших хорватських островах, а також на континенті. Так, у 2023 році, дослідники знайшли залишки неолітичного поселення і дороги на дні Адріатичного моря біля узбережжя хорватського острова Корчула. Радіовуглецевий аналіз знайдених предметів на місці розкопок показав, що це неолітичне поселення існувало приблизно 7000 років тому.
У представників культури кардіальної кераміки з печери Земуніка (Zemunica Cave) визначено Y-хромосомні гаплогрупи  C1a2, E1b1b1a1b1 і мітохондріальні гаплогрупи H1,  K1b1a,  N1a1.
Енеоліт представлений  вучедольською культурою, у представників якої визначено мітохондріальні гаплогрупи  T2c2, T2e,  U4a і Y-хромосомні гаплогрупи  R1b1a1a2a2,  G2a2a1a2a.

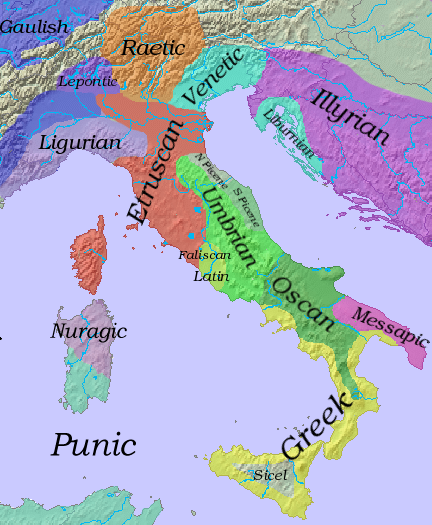
Іллірійці на території Хорватії в епоху залізної доби

Першими мешканцями цих земель в історичний період були племена іллірійців (далмати), що ототожнюються з племенами  гальштатської культури (XII—V ст. до н. е.).
Приблизно в IV — III століттях до нашої ери континентальні землі сучасної Хорватії були колонізовані  кельтськими племенами; а узбережжя Далмації і острова — греками. Вважається, що перша грецька колонія на далматинських островах була заснована на Висі (Іссе) в IV столітті до н. е.

## Римське панування
У II столітті до н. е. територія Хорватії була завойована Римом, спочатку Істрія (177 р. до н. е.), а потім і інші землі.
У 35 році до н. е. римляни захопили місто Сисція.
На землях Хорватії були утворені дві римські провінції — Паннонія (континентальна частина сучасної Хорватії і частина сучасної Угорщини) і Далмація.
Столицею Далмації стало місто Солін, де імператор Діоклетіан побудував до 305 року свою резиденцію, площею 39 тис. м², з мавзолеєм і храмом Юпітера. Однак після його смерті палац перетворюється на пустку.

## В епоху Великого переселення народів

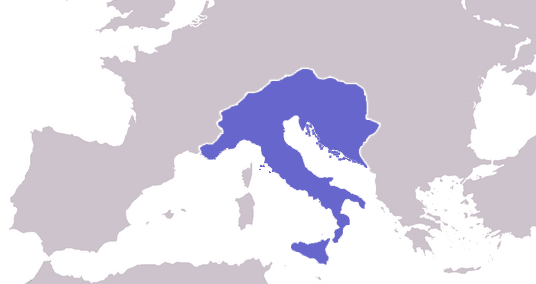
Територія Хорватії у складі королівства остготів

Після падіння  Західної Римської імперії регіон переживав тяжкі часи.
У 535 році готи розоряють Салону. Після довгої війни візантійці на правах спадкоємців Римської імперії до 554 встановлюють повний контроль над Далмацією
Однак незабаром з'являється нова загроза — авари, які створюють могутню державу, що розкинулася від Альп до  Азовського моря. У 596 році вони захоплюють Далмацію та починають заселяти її підвладними  слов'янами з території  Галичини, в числі яких виявляються білі хорвати. Очевидно, що візантійці відчайдушно боролися за Далмацію, так що аварам довелося повторно підкорювати цей регіон в 630 році.